# Seattle Reign 1998-1999
La stagione 1998-99 delle Seattle Reign fu la 3ª nella ABL per la franchigia.
Le Seattle Reign erano al terzo posto nella Western Conference con un record di 8-7 al momento del fallimento della lega.

## Roster
| N° | Naz.                   | Ruolo | Sportivo            | Anno | Alt. | Peso |
| -- | ---------------------- | ----- | ------------------- | ---- | ---- | ---- |
|    | Stati Uniti (bandiera) | GA    | Angela Aycock       | 1973 | 188  | 78   |
|    | Stati Uniti (bandiera) | AC    | Shalonda Enis       | 1974 | 185  | 84   |
|    | Stati Uniti (bandiera) | G     | Christy Hedgpeth    | 1972 | 176  | 65   |
|    | Stati Uniti (bandiera) | G     | Niesa Johnson       | 1973 | 176  | 66   |
|    | Giamaica (bandiera)    | A     | Nadine Malcolm      | 1975 | 185  | 77   |
|    | Stati Uniti (bandiera) | C     | Naomi Mulitauaopele | 1976 | 191  | 94   |
|    | Senegal (bandiera)     | AC    | Astou Ndiaye        | 1973 | 191  | 83   |
|    | Stati Uniti (bandiera) | G     | Kate Paye           | 1974 | 173  | 68   |
|    | Stati Uniti (bandiera) | G     | Kate Starbird       | 1975 | 185  | 69   |
|    | Stati Uniti (bandiera) | AC    | Val Whiting         | 1972 | 188  | 90   |

## Staff tecnico
Allenatore: Tammy Holder